# Daniel Frecher
Daniel Frecher († nach 1664?) war ein Barockmaler in Krakau in Polen.

## Leben und Wirken

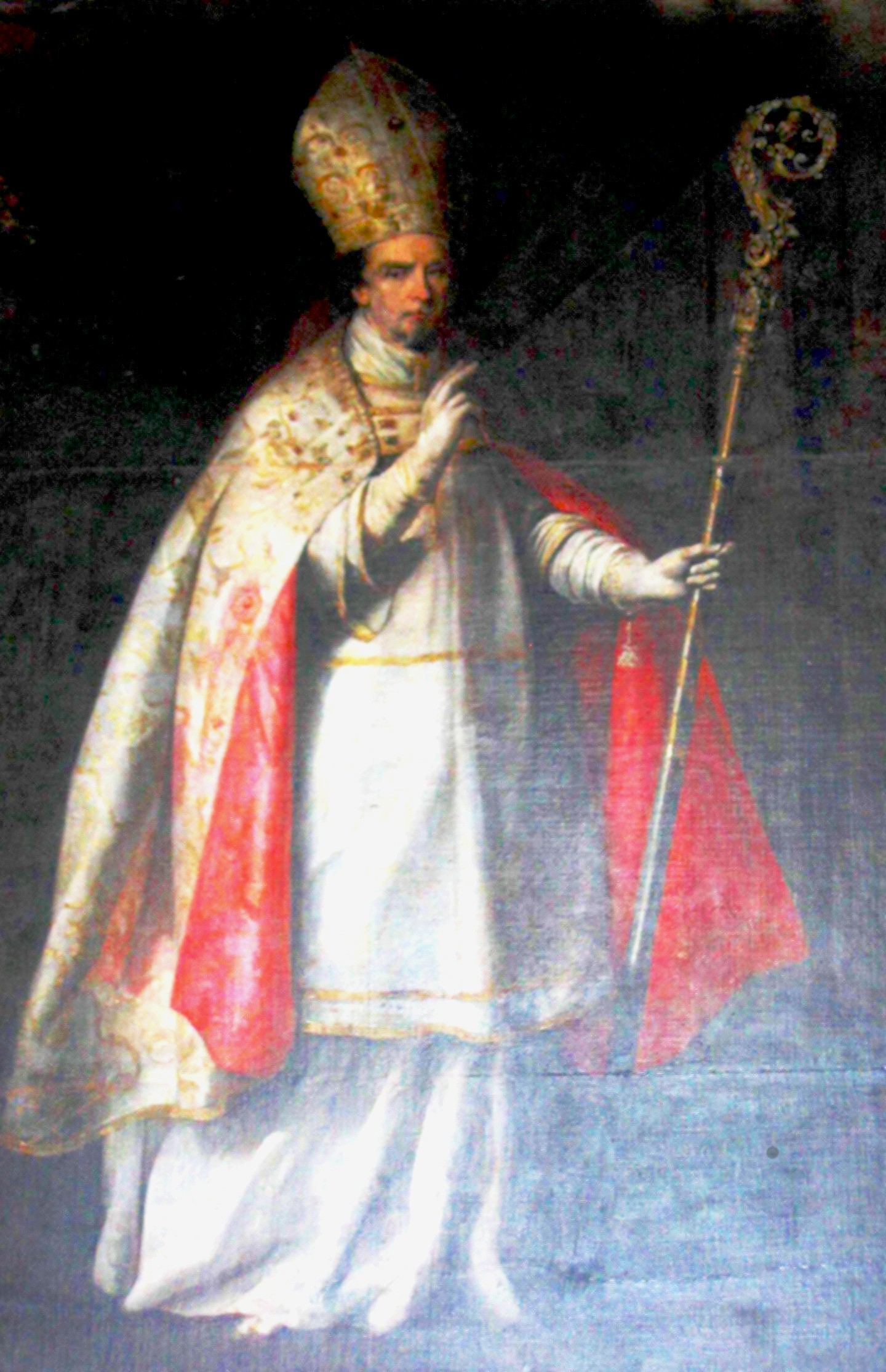
Porträt Andrzej Trzebicki, 1664

Daniel Frecher wurde 1621 als Mitglied der Malergilde in Krakau erwähnt. Der Name des Vaters war Daniel, der Mutter Dorothea. Weitere Angaben zu seiner Person sind nicht überliefert.
Das Porträt des Bischofs Andrzej Trzebicki von Krakau von 1664 trägt die Inschrift Daniel F[…]er  und wurde bisher immer Daniel Frecher zugeordnet. Da von ihm aber keine weiteren Werke bekannt sind und dieses Porträt zu den bedeutenden Barockmalereien in Polen gerechnet wird, ist seine Autorschaft unsicher.  Der Stil ist von niederländischen Malern wie Antoon van Dyck und Jacob Mertens beeinflusst.
Ein Porträt von König Kasimir III. in der Kirche St. Kasimir in Krakau, das ihm später ebenfalls zugeschrieben wurde, ist wahrscheinlich von einem anderen Maler (Daniel Schultz?).